# Belbèze-en-Lomagne
Belbèze-en-Lomagne (até 2014: Belbèse) é uma comuna francesa na região administrativa de Occitânia, no departamento de Tarn-et-Garonne. Estende-se por uma área de 3,65 km². Em 2010 a comuna tinha 142 habitantes (densidade: 38,9 hab./km²).